# Pobiedziska
Pobiedziska là một thị trấn thuộc huyện Poznański, tỉnh Wielkopolskie ở trung-tây Ba Lan. Thị trấn có diện tích 10 km². Đến ngày 1 tháng 1 năm 2011, dân số của thị trấn là 8748 người và mật độ 854 người/km².